# Chlorophyllum molybdites
Lépiote de Morgan
Espèce
Synonymes
- Agaricus molybdites G. Meyer (1818) , Primitiae florae essequeboensis, p. 300 - Basionyme[1]
- Agaricus morganii Peck (1879) , The botanical gazette (Crawfordsville), 4(3), p. 137[1]
- Agaricus glaziovii Berkeley (1880) [1879-80], Videnskabelige meddelelser fra den Dansk nathuristoriske forening i Kjöbenhavn, 41-42, p. 32[1]
- Pholiota glaziovii (Berkeley) Saccardo (1887) , Sylloge fungorum omnium hucusque cogitorum, 5, p. 751[1]
- Lepiota molybdites (G. Meyer) Saccardo (1887) , Sylloge fungorum omnium hucusque cogitorum, 5, p. 30[1]
- Lepiota morganii (Peck) Saccardo (1887) , Sylloge fungorum omnium hucusque cogitorum, 5, p. 31[1]
- Mastocephalus molybdites (G. Meyer) Kuntze (1891) , Revisio generum plantarum, 2, p. 860[1]
- Mastocephalus morganii (Peck) Kuntze (1891) , Revisio generum plantarum, 2, p. 860[1]
- Lepiota ochrospora Cooke & Massee (1893) , Grevillea, 21(99), p. 73[1]
- Chlorophyllum molybdites (G. Meyer) Massee (1898) , Bulletin of miscellaneous information - Royal Gardens, Kew, 1898(138), p. 136[1]
- Chlorophyllum morganii (Peck) Massee (1898) , Bulletin of miscellaneous information - Royal Gardens, Kew, 1898(138), p. 136[1]
- Chlorophyllum esculentum Massee (1898) , Bulletin of miscellaneous information - Royal Gardens, Kew, 1898(138), p. 136[1]
- Annularia camporum Spegazzini (1899) [1898], Anales del Museo nacional de Buenos Aires, serie 2, 3, p. 117[1]
- Agaricus guadelupensis Patouillard (1899) , Bulletin de la Société mycologique de France, 15(3), p. 197[1]
- Lepiota esculenta (Massee) Saccardo & P. Sydow (1902) , Sylloge fungorum omnium hucusque cogitorum, 16, p. 2[1]
- Leucocoprinus molybdites (G. Meyer) Patouillard (1913) , Bulletin de la Société mycologique de France, 29(2), p. 215[1]
- Lepiota camporum (Spegazzini) Spegazzini (1926) , Boletín de la Academia nacional de ciencias en Córdoba, 29, p. 114[1]
- Macrolepiota molybdites (G. Meyer) G. Moreno, Bañares & Heykoop (1995) , Mycotaxon, 55, p. 467[1]

Chlorophyllum molybdites, la Lépiote de Morgan, fausse coulemelle, coulemelle à spores vertes ou Lépiote à lames vertes est un champignon basidiomycète saprophyte de l'ordre des agaricales assez commun localement hors d'Europe, notamment en région tropicale. Sa consommation provoque de sévères syndromes gastro-intestinaux . Il s'agit du champignon vénéneux le plus couramment consommé en Amérique du Nord et du principal responsable d'intoxication chez les Européens d'Outremer ou vivant en région tropicale,. Cela semble dû à son aspect charnu et engageant, à sa présence commune à proximité des habitations, et surtout à sa ressemblance avec certains champignons réputés bons comestibles comme la coulemelle (lépiote élevée), la lépiote déguenillée (coulemelle rougissante) ou le coprin chevelu ,.  Il est cependant facile de l'identifier à ses lames vertes à maturité, à condition d'avoir des exemplaires âgés de 2 ou 3 jours, temps nécessaire à la maturation des spores vertes.

## Description
La lépiote de Morgan est un champignon de belle stature dont le chapeau, de 3 à 15 (et jusqu'à 40) cm de diamètre, d'abord hémisphérique puis convexe, aplati au sommet ou à mamelon calotté, à la fin s'étalant, de couleur blanchâtre dans la jeunesse où il est encore recouvert de la quasi-totalité du voile général apprimé, plus tard rompu en grosses écailles brunâtre sombre sur fond beige, qui lui donnent cet aspect plus ou moins velouté,. 
Les lames libres et serrées sont longtemps d'un blanc crème, parfois avec un reflet plus ou moins grisâtre, et peuvent le rester plusieurs jours (d'où le danger de confusion avec la coulemelle), ne devenant olivâtre puis vert sombre qu'à la maturité avant de passer à vert-de-gris puis de pâlir en vieillissant. Cette couleur est due à sa sporée verte caractéristique, à l'origine du nom de genre Chloro (=vert) + phyllum (=lames), créé à l'origine pour cette seule espèce ,. 
Son pied, long et solide de 5 à 22 (et jusqu'à 25) cm de hauteur, sur 0,5 à 2 cm d'épaisseur, se termine en bulbe brutal de 1 à 3 cm de projection. Il est muni d'un anneau concolore, complexe  (blanc à la face supérieure, brunâtre sur la face inférieure), mobile et coulissant. Sa surface est presque glabre et ne montre pas de chinures particulières, contrairement au pied de la coulemelle (lépiote élevée) qui présente généralement un motif en "peau de serpent",.
Enfin, sa chair est blanche à plus ou moins rougeâtre. Saveur douce. Odeur imperceptible.

## Distribution et habitat
Chlorophyllum molybdites pousse en troupes ou en ronds de sorcière, hors d'Europe dans toute la zone tempérée, tropicale et subtropicale, surtout dans les parcs et jardins de l'est de l'Amérique du Nord et de Californie, sur les pelouses en Guyane , Antilles, Amérique, Océanie, Afrique, Asie, etc.), rarement en Europe et uniquement en serre en jardins botaniques ou en pots de fleurs dans de nombreuses régions tempérées,. Les carpophores apparaissent généralement après l'été et les pluies d'automne ou la mousson de juin au Japon. Sa répartition semble s'être étendue à d'autres pays, comme l’Écosse, l'Australie ou Chypre, et même au Japon où il n'apparait que certaines années (hypothèse de spores amenées par les typhons depuis les Philippines).

## Toxicité
La toxicité est variable ou inconstante. Les symptômes sont principalement de nature gastro-intestinale , débutent 1 à 3 heures après l'ingestion: nausées, irritation du tractus digestif, suivie d'une phase de violents vomissements, parfois sanglants, et diarrhées souvent sanglantes, accompagnées de douleurs abdominales de type colique . Bien que ces intoxications puissent être graves,, notamment à cause de la déshydratation et d'un possible choc hypovolémique , aucune n'a causé de décès à ce jour . 
Dans son livre Common Florida Mushrooms (p. 325), le professeur James W. Kimbrough en dit ceci : « la lépiote de Morgan à spores vertes, est responsable du plus grand nombre de cas d'intoxication par les champignons en Amérique du Nord et en Floride. Cela est probablement dû au fait qu'il est facilement confondu avec des espèces comestibles réputées telles que Macrolepiota procera et L. rhacodes, et que c'est l'un des champignons les plus communs trouvés sur les pelouses et les pâturages à travers le pays, à l'exception du nord-ouest du Pacifique. Lorsqu'il est consommé cru, C. molybdites produit quelques heures après ingestion, des symptômes graves, y compris des selles sanglantes. Lorsqu'ils sont bien cuits, ou passés à l'eau bouillante et égouttés avant la cuisson, ils sont consommés impunément et appréciés. Eilers et Nelson (1974) ont isolé une protéine thermolabile de haut poids moléculaire qui provoque des effets néfastes si administrée par injection intrapéritonéale aux animaux de laboratoire. »

## Galerie

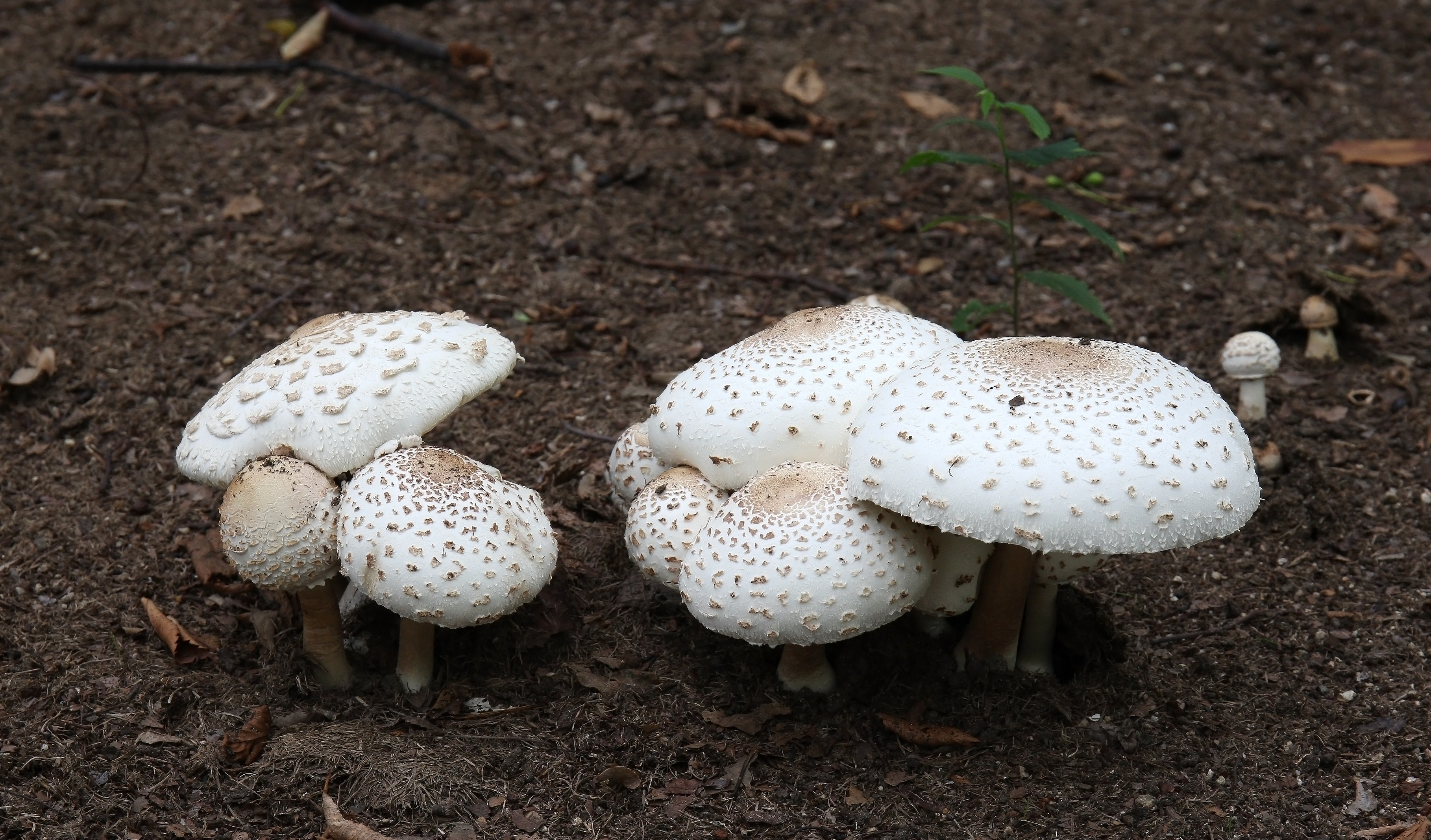
Chlorophyllum molybdites à Osaka (Japon)
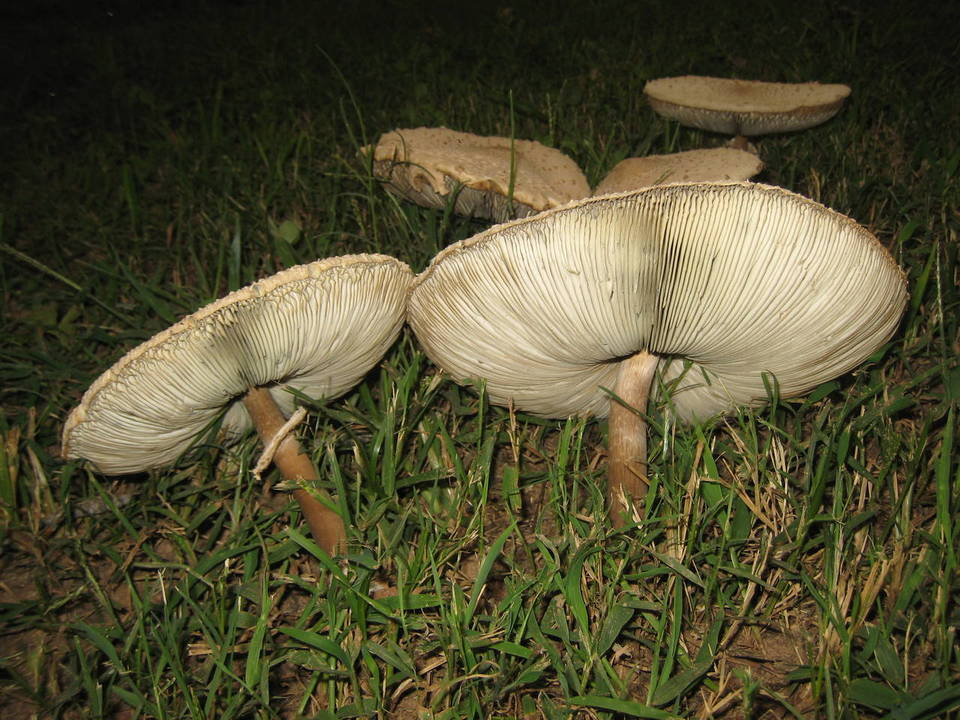
Chlorophyllum molybdites matures
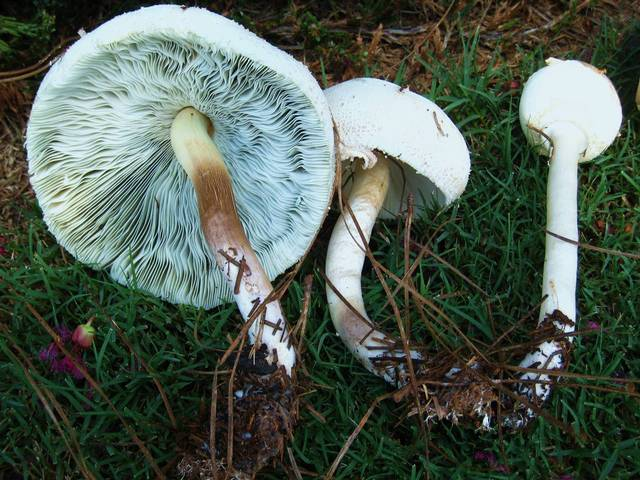
Chlorophyllum molybdites à différents stades
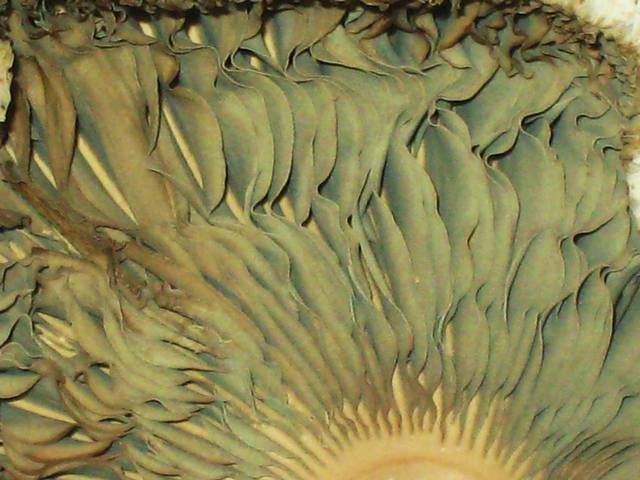
Détail des lames de Chlorophyllum molybdites
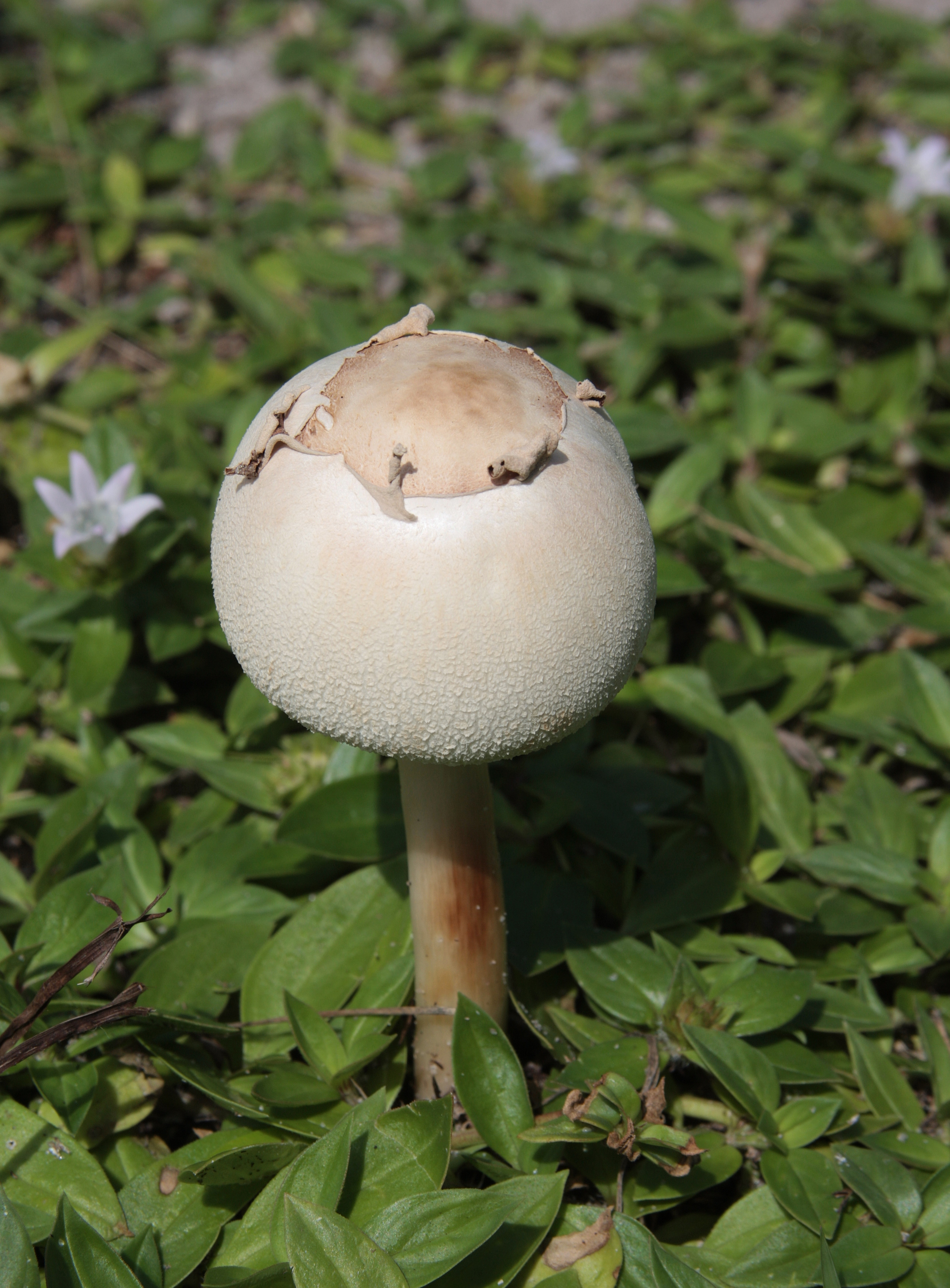
Jeune Chlorophyllum molybdites
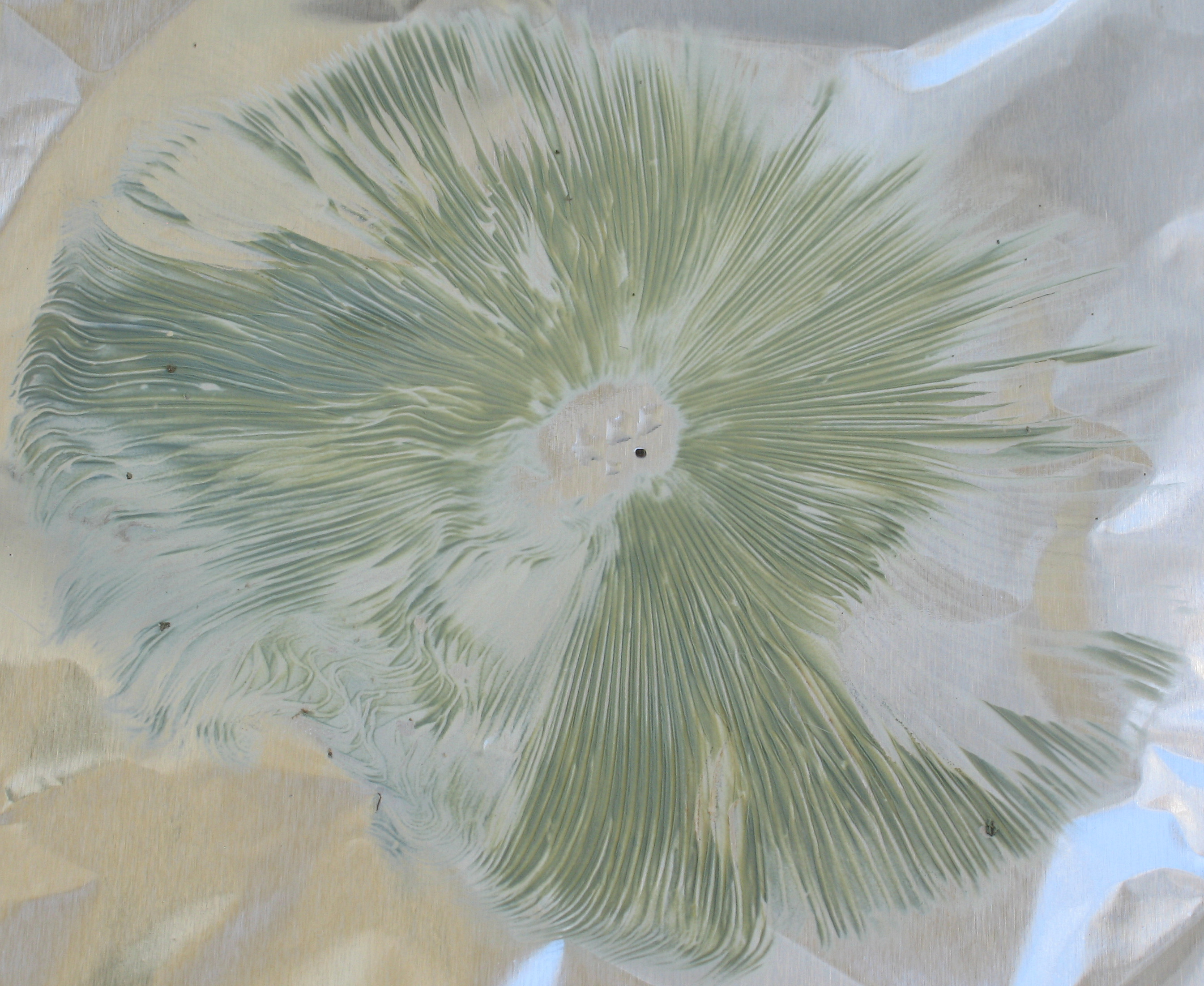
Sporée verte de Chlorophyllum molybdites
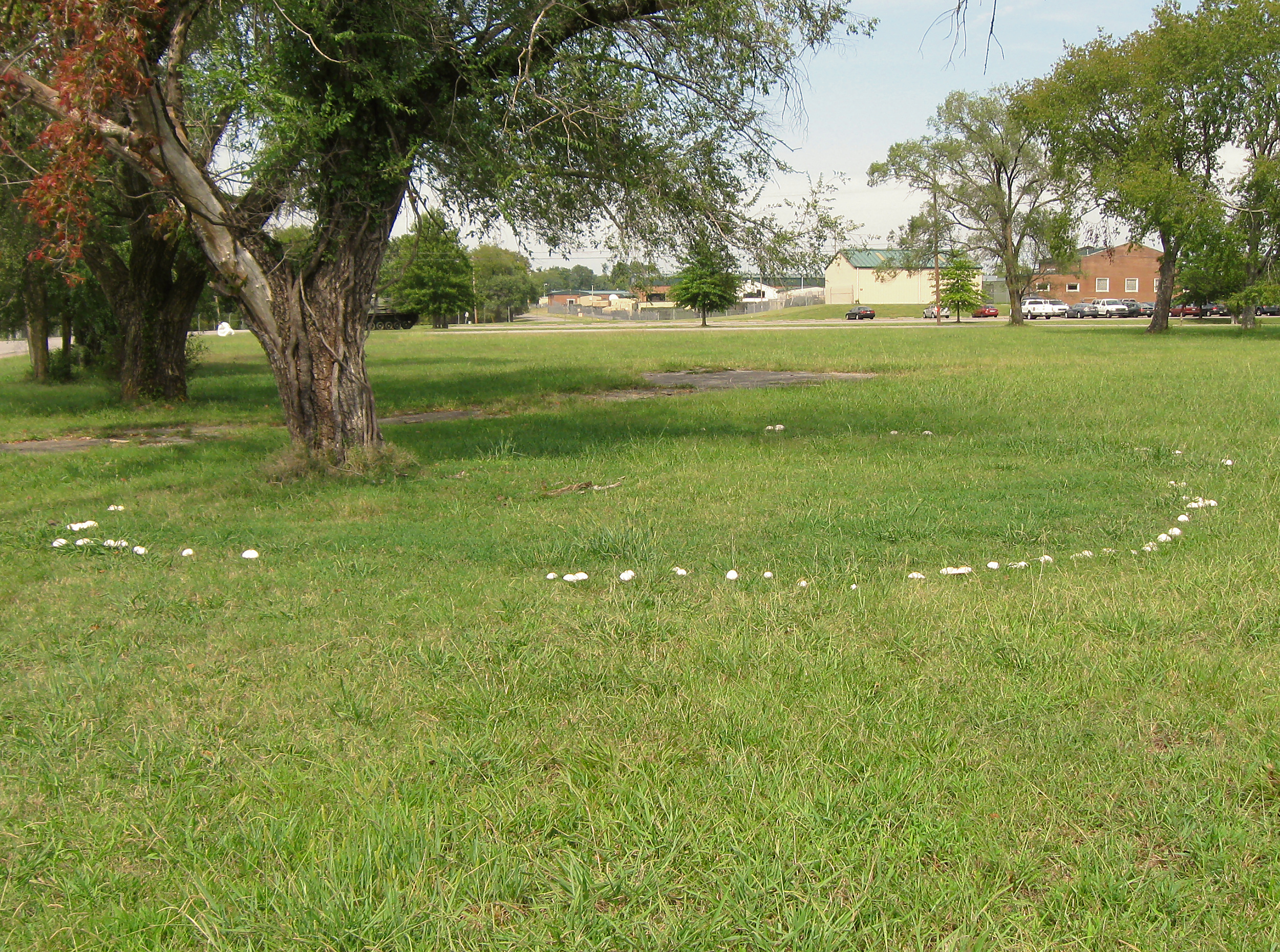
Chlorophyllum molybdites formant un rond de sorcière